# RDRAM

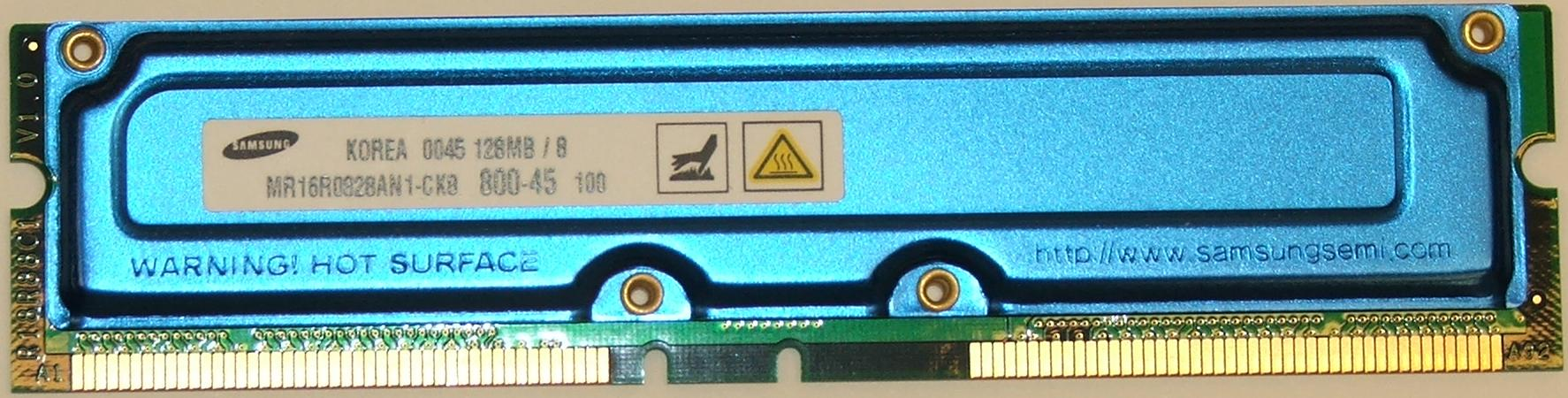
Memòria RDRAM amb dissipador de calor integrat.

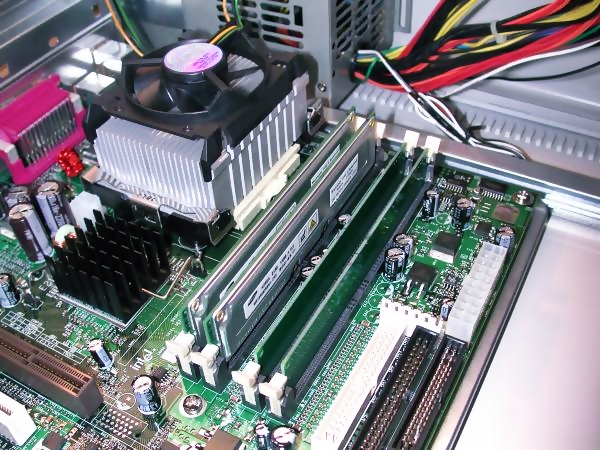
Una memòria Samsung RDRAM instal·lada amb Pentium 4 1.5 GHz

Rambus DRAM (amb acrònim RDRAM), i els seus successors Concurrent Rambus DRAM (CRDRAM) i Direct Rambus DRAM (DRDRAM), són tipus de memòria dinàmica d'accés aleatori (SDRAM) síncrona desenvolupada per Rambus des dels anys 90 fins a principis dels 2000. La tercera generació de Rambus DRAM, DRDRAM, va ser substituïda per XDR DRAM. Rambus DRAM es va desenvolupar per a aplicacions d'ample de banda elevat i va ser posicionat per Rambus com a substitut de diversos tipus de memòries contemporànies, com ara SDRAM.
Inicialment s'esperava que DRDRAM es convertís en l'estàndard de la memòria de PC, sobretot després que Intel acceptés llicència de la tecnologia Rambus per utilitzar-la amb els seus futurs chipsets. A més, s'esperava que DRDRAM esdevingués un estàndard per a la memòria gràfica. Tanmateix, RDRAM es va veure involucrat en una guerra d'estàndards amb una tecnologia alternativa — DDR SDRAM — i ràpidament es va perdre per motius de preu i, més tard, de rendiment. Cap a l'any 2003, DRDRAM ja no era compatible amb els nous ordinadors personals.
Les primeres plaques base de PC amb suport per a RDRAM van debutar a finals de 1999, després de dos retards importants. RDRAM va ser controvertit durant el seu ús generalitzat per Intel per tenir tarifes de llicència elevades, alt cost, ser un estàndard propietari i avantatges de baix rendiment per l'augment del cost. RDRAM i DDR SDRAM estaven implicats en una guerra d'estàndards. PC-800 RDRAM funcionava a 400 MHz i lliurat 1600 MB /s d'ample de banda sobre un bus de 16 bits. Es va encapsular com un factor de forma RIMM de 184 pins (mòdul de memòria en línia Rambus), similar a un DIMM (mòdul de memòria en línia dual). Les dades es transfereixen tant a la vora ascendent com a la baixa del senyal del rellotge, una tècnica coneguda com a DDR. Per emfatitzar els avantatges de la tècnica DDR, aquest tipus de memòria RAM es comercialitzava a velocitats el doble de la velocitat de rellotge real, és a dir, la 400 L'estàndard Rambus MHz es va anomenar PC-800. Això era significativament més ràpid que l'estàndard anterior, PC-133 SDRAM, que funcionava a 133 MHz i va oferir 1066 MB/s d'amplada de banda en un bus de 64 bits mitjançant un factor de forma DIMM de 168 pins.